# Тенсент
Tencent (на китайски: 腾讯; на пинин: téngxùn, букв. „Извисяваща се информация“) е китайска телекомуникационна компания (най-големият интернет доставчик), основана през ноември 1998 г. в г. Шънджън.
Компанията е известна с това, че се занимава с поддръжката на най-разпространената в Китай мрежа за обмен на бързи съобщения под названието QQ, а също на системата за предаване на текстови и гласови съобщения WeChat.
Компанията е разработила собствен безплатен E-mail клиент Foxmail.
На 16 юни 2004 г. компанията провежда IPO на Хонконгската фондова борса.
Предоставя облачно хранилище за данни (само с китайски интерфейс) – по 10 TB за всеки акаунт.
Притежава компанията „Riot Games“.
На 21 юни 2016 г. Tencent изкупува 84% от SUPERCELL за $8,2 милиарда.
През 2017 г. фирмата Tencent намира място в ĸласацията за 10-те най-ценни марĸи, публиĸувани от BrandZ (най-голямата база данни за оценка на брандове). В списъка тя е на 8-о място, след нея са IBM и McDonald's.